# Gladiatorul (film din 1992)
Gladiatorul (în engleză Gladiator) este un film dramatic sportiv american din 1992, regizat de Rowdy Herrington⁠(d) și avându-i în rolurile principale pe Cuba Gooding Jr., James Marshall⁠(d), Brian Dennehy și Robert Loggia. Filmul relatează povestea a doi adolescenți prinși în mediul boxului clandestin. Unul se luptă să plătească datoriile la jocurile de noroc acumulate de tatăl său, în timp ce al doilea luptă ca să facă rost de bani pentru a putea ieși din ghetou. Cei doi adolescenți, care sunt exploatați de un promotor de box, devin prieteni.

## Distribuție
- Cuba Gooding Jr. — Abraham Lincoln Haines
- James Marshall⁠(d) — Tommy „Bombardierul din Bridgeport” Riley
- Brian Dennehy — Jimmy Horn
- Robert Loggia — Jack „Pappy Jack”
- Thomas Charles Simmons — Leo
- Debra Stipe — Charlene
- Cara Buono⁠(d) — Dawn
- Jena Wynn — Laura Lee
- Jon Seda — Romano Essadro
- Ossie Davis⁠(d) — Noah
- Lance Slaughter — „Shortcut”
- TE Russell — Leroy „Spits”
- Vonte Sweet — „Tidbits”
- Antoine Roshell — „Scarface”
- Jeon-Paul Griffin — „Black Death”
- John Heard — John Riley
- Francesca P. Roberts⁠(d) — dra Higgins
- Emily Marie Hooper — Belinda
- Laura Whyte — Millie
- Cie Allman — Alexa - Ring Card Girl (nemenționată)
- Tak Fujimoto⁠(d) — spectator (nemenționat)
- Benny „The Jet” Urquidez⁠(d) — spectator (nemenționat)
- Jesus Rivera — spectator (nemenționat)
- Al Hoffman — dublură pentru Brian Dennehy (nemenționat)

## Producție
Jon Seda a debutat aici în film, susținând o audiție în fața lui John G. Avildsen, care a fost regizorul inițial al filmului. Mai târziu el a fost chemat înapoi pentru un test de filmare de către Rowdy Herrington și în cele din urmă a primit un rol în film. I-a plăcut să lucreze cu Herrington și l-a considerat un regizor pasionat.

## Recepție
Gladiatorul a fost criticat aspru la momentul apariției sale. El are în prezent un rating de aprobare de 31% pe site-ul de agregare a filmelor Rotten Tomatoes, cu un scor mediu de 4,4/10, pe baza recenziilor a 13 critici.